# مسعود پدرام
مسعود پدرام (زاده ۱۳۳۵ در تهران) فعال ملی مذهبی، زندانی سیاسی، نویسنده و پژوهشگر اجتماعی است.
او دارای دکترای علوم سیاسی از دانشگاه جواهر لعل نهرو هندوستان است. وی همچنین در دانشگاه مفید قم در رشته علوم سیاسی تدریس نموده‌است.

## زندگی‌نامه
مسعود پدرام زاده ۱۳۳۵ در تهران، فعال ملی مذهبی، زندانی سیاسی، نویسنده و پژوهشگر اجتماعی است. او دانش آموخته دکترای علوم سیاسی از دانشگاه جواهر لعل نهرو هندوستان است. وی همچنین در دانشگاه مفید قم در رشته علوم سیاسی تدریس نموده‌است. او از اعضاء شورای فعالان ملی مذهبی ایران است.

### بازداشت در سال ۱۳۷۹
پدرام، عضو شورای فعالان ملی-مذهبی ایران، در جریان بازداشت نیروهای ملی مذهبی در اسفندماه ۱۳۷۹، توسط نیروهای اطلاعات سپاه دستگیر و بیش از ۳ ماه در سلول‌های انفرادی بازداشتگاه عشرت‌آباد سپاه پاسداران بود. وی بعد از ۵ ماه حبس، به قید وثیقه آزاد شد. پرونده وی همچون پرونده دیگر فعالان ملی مذهبی از آن هنگام به بعد، در دادگاه تجدیدنظر مفتوح بوده‌است.
وی در دادگاه انقلاب اسلامی به ریاست قاضی حداد در سال ۱۳۸۱ به ۴ سال زندان و ۵ سال محرومیت از حقوق اجتماعی محکوم شد. این حکم در دادگاه تجدیدنظر متوقف ماند؛ و نتیجهٔ این دادگاه هیچ‌گاه به پدرام و دیگر متهمان پرونده ازجمله عزت‌الله سحابی، هدی صابر، حبیب‌الله پیمان، محمد ملکی، محمد بسته‌نگار، رضا رئیس طوسی و حسین رفیعی اعلام نشد.
او در سال ۱۳۸۶ به همراه تنی چند از اصلاح‌طلبان، بیانیه تندی علیه برنامه‌های هسته‌ای ایران امضا کرد و در آن خواستار لغو غنی‌سازی توسط ایران شد.

### بازداشت در سال ۱۳۹۰
مسعود پدرام در جریان اعتراضات مردم ایران به نتایج انتخابات ریاست جمهوری (۱۳۸۸)، بارها مورد احضار نهادهای امنیتی قرار گرفت و در آبان ماه سال ۱۳۹۰ دستگیر و به زندان اوین منتقل شد. وی به اتهام «تبلیغ علیه نظام» محاکمه شد و با توجه به مفتوح بودن پرونده او در سال ۱۳۷۹، به تحمل مجموعا ۴ سال حبس محکوم شد. او در طول دوران حبس یک مرتبه به خاطر اعتراض به ضرب و شتم زندانیان در بند ۳۵۰ زندان اوین، اعتصاب غذا کرده بود او در طول دوران حبس چند مرتبه به مرخصی از زندان آمد و سرانجام در خرداد ۱۳۹۴ پس از پایان دوران حبس چهار ساله‌اش آزاد شد.

### پس از آزادی
او به صورت هفتگی در کلاب هاوس نشست‌های هفتگی با عنوان «جنبش سبز» را اجرا می‌کرد و در پی اعتراضات آبان ۱۴۰۱، بیانیه‌ای از جانب فعالین مدنی و سیاسی در ایران منتشر شد که مسعود پدرام یکی از امضا کنندگان آن بود. او پیشتر هم در بیانیه‌ای دیگر شرکت در انتخابات ۱۴۰۰ را تحریم کرده بود.

## آثار
از وی مقالات متعددی در نشريات داخلی کشور در معرفی نظرات يورگن هابرماس و هانا آرنت و مفهوم "سپهر عمومی" منتشر شده است. مسعود پدرام، نويسنده کتاب‌هايی متعددی است چون:
- «روشنفکران دینی و مدرنیته در ایران پس از انقلاب»[۲۱]
- «سپهر عمومی روایتی دیگر از سیاست: نظریات آرنت و هابرماس»[۲۱]
- ترجمه کتاب «زندگی و زمانه دموکراسی لیبرال»[۲۱]
- «دموکراسی در ایران»[۲۲]
- «نظریات سیاسی معاصر در ایران»[۲۲]
- «مونیسم یا پلورالیسم: واکاوی هستی‌شناسی»[۲۳][۴][۲۲]